# ベルナデッテ・スッチ
ベルナデッテ・シンシア・スッチ（Bernadette Cynthia Szocs、1995年3月5日 - ）は、ルーマニア出身の女子卓球選手。2018年ヨーロッパトップ16優勝。世界ランキング最高8位。中国選手や強豪選手などに対等に戦うことも多く勝利することもある。セーチとも表記。
兄は同じ卓球選手のen:Hunor Szőcsである。

## 主な戦績
2012年
- 世界ジュニア卓球選手権 女子シングルス ベスト8、女子ダブルス 3位

2013年
- 世界ジュニア卓球選手権 女子シングルス ベスト8、女子ダブルス 3位

2016年
- ヨーロッパ卓球選手権 混合ダブルス 3位

2017年
- ヨーロッパ卓球選手権 女子団体 優勝

2018年
- ヨーロッパトップ16 女子シングルス 優勝

2019年
- ヨーロッパトップ16 女子シングルス 準優勝

2021年
- 東京オリンピック 混合ダブルス ベスト８
- ヨーロッパトップ16 女子シングルス 3位

2025年
- 第58回世界卓球選手権個人戦 女子ダブルス 準優勝(ペア:ソフィア・ポルカノバ)[4]